# B3ta
B3ta és un lloc web d'alt perfil del Regne Unit, descrita com una comunitat d'art pueril digital pel diari The Guardian. Va ser fundada l'any 2001 per Rob Manuel, Denise Wilton i Cal Henderson.
La seva principal característica és una carta per e-mail (newsletter) sobre els darrers treballs de la comunitat B3ta i altres webs interessants humorístiques o perverses que es trobin a internet. Aquesta newsletter es publica setmanalment i té uns 100.000 lectors. Un dels col·laboradors és l'animador de vídeos Cyriak.